# Ritratto di Ferdinando IV
Il Ritratto di Ferdinando IV è un dipinto olio su tela di Anton Raphael Mengs, realizzato nel 1759 e conservato all'interno del Museo nazionale di Capodimonte, a Napoli.

## Storia e descrizione
Il dipinto è stato commissionato a Anton Raphael Mengs dalla regina Maria Amalia di Sassonia per celebrare l'ascesa al trono del regno di Napoli del figlio Ferdinando IV, a soli otto anni, a seguito dell'abdicazione del padre, divenuto sovrano di Spagna come Carlo III: si tratta quindi del primo ritratto ufficiale del nuovo re, di cui esiste una copia, sempre dello stesso artista, datata 1760 e conservata al Museo del Prado di Madrid; quella conservato al museo di Capodimonte, nella sala 33 dell'Appartamento Reale della reggia di Capodimonte, risulta però essere di fattura e qualità pittorica migliore.
Anton Raphael Mengs inizia la realizzazione dell'abbozzo nell'ottobre del 1759 per terminarlo circa un mese dopo, suscitando i commenti poco positivi degli altri artisti di corte come Luigi Vanvitelli, Giuseppe Bonito e Francesco Liani, mossi però più che altro dall'invidia nella preferenza accordata al pittore tedesco: in realtà la tela risulta essere nell'insieme convincente, rispondente alle richieste di un perfetto ritratto di stato celebrativo, con il giovane sovrano posto in primo piano, con indosso le insegne reali messe bene in evidenza, e recante in mano lo scettro che poggia su una console, leggermente più arretrata, ma quasi della sua stessa altezza; in secondo piano la poltrona, su cui è poggiata alla rinfusa, ma scelta voluta di proposito, il manto reale.